# Louise Julian
Louise Julian, född 1959, är en svensk företagsledare.
Louise Joulian utbildade sig till civilekonom och började efter examen som reseledare inom Europeiska Ferieskolan. Hon var 2002-09 verkställande direktör för företaget (EF Education) efter grundaren Bertil Hult. 
Louise Julian blev 2004 utsedd till Näringslivets mäktigaste kvinna av Veckans Affärer.